# Olios spenceri
Olios spenceri är en spindelart som beskrevs av Pocock 1896. Olios spenceri ingår i släktet Olios och familjen jättekrabbspindlar. Inga underarter finns listade i Catalogue of Life.